# Ladislav Trojan
Ladislav Trojan (1. srpna 1932 Praha –⁠ 18. prosince 2022 Praha) byl český herec, otec herce Ivana Trojana a režiséra a producenta Ondřeje Trojana.
Od dětství hrál ochotnické divadlo (v 8 letech si v jedné pohádce zahrál roli princezny), věnoval se i baletu a po absolutoriu gymnázia studoval na pražské Divadelní fakultě Akademie múzických umění. Po ukončení studia začínal v pražském Realistickém divadle na Smíchově, odkud po 7 letech přešel do Městských divadel pražských. Jeho poslední angažmá bylo v Divadle Na Fidlovačce.
Ale i pak spolupracoval s různými divadly a v představeních vystupoval jako host, například v Divadle Na Fidlovačce to bylo ve hrách Fidlovačka a Slaměný klobouk, vystupoval i v Divadle ABC či v Divadle Radka Brzobohatého.
V roce 2002 obdržel cenu Senior Prix od nadace Život umělce, která řadu let oceňuje umělce za jejich celoživotní činnost.
Zemřel ve spánku dne 18. prosince 2022.

## Televize
- Hrál v prvním československém televizním seriálu Rodina Bláhova (1959–1960).
- Do povědomí diváků se zapsal v seriálu Tři chlapi v chalupě (1961–1963), kde po boku Lubomíra Lipského (děda Potůček) a Jana Skopečka (otec Potůček) hrál nejmladšího člena rodiny, syna Potůčka.
- 1971 Růže a prsten (TV pohádka) – role: komoří Potměšil
- Od roku 2011 vystřídal Petra Bruknera v moderování pořadu Kouzelná školka. Do listopadu 2018 v pořadu vystupoval jako děda Láďa.

## Rozhlas
- 1988 Kocourkov (pohádka), Československý rozhlas Praha, dramatizace: Jana Dvořáková, režie: Ladislav Rybišar, hráli: Václav Knop (Všudybyl), Jiří Holý (purkmistr), Ilja Prachař (radní), Jan Faltýnek, Vladimír Krška, Jan Skopeček, Věra Kubánková, Jana Drbohlavová, Ladislav Trojan, Miriam Kantorková a další.